# پارک ملی پولونینی
پارک ملی پولونینی (به لاتین: Poloniny National Park) یک پارک ملی در اسلواکی است که در Snina District واقع شده‌است.

## میراث جهانی
این پارک در فهرست میراث جهانی یونسکو ثبت شده است.